# Atletica leggera ai Giochi della XXXIII Olimpiade - Lancio del martello femminile
Ai Giochi della XXXIII Olimpiade la competizione dei  Lancio del martello femminile si è svolta nei giorni 4 e 6 agosto 2024 presso lo Stade de France di Parigi.

## Presenze ed assenze delle campionesse in carica
| Competizione         | Atleta           | Prestazione | Parigi 2024 |
| -------------------- | ---------------- | ----------- | ----------- |
| Olimpiadi 2020       | Anita Włodarczyk | 78,48 m     | Presente    |
| Commonwealth 2022    | Camryn Rogers    | 74,68 m     | Presente    |
| Asiatici 2022        | Wang Zheng       | 71,53 m     | Presente    |
| Panamericani 2023    | DeAnna Price     | 72,34 m     | Presente    |
| Mondiali 2023        | Camryn Rogers    | 77,22 m     | Presente    |
| Europei 2024         | Sara Fantini     | 74,18 m     | Presente    |
|                      |                  |             |             |
| Mondiali junior 2022 | Rachele Mori     | 67,21 m     | Non qual.   |

Graduatoria mondiale
In base alla classifica della Federazione mondiale, le migliori atlete iscritte alla gara erano le seguenti:
| Pos. | Atleta             | Punti | Note |
| ---- | ------------------ | ----- | ---- |
| 1    | Camryn Rogers      | 1388  |      |
| 2    | Janee' Kassanavoid | 1350  |      |
| 3    | DeAnna Price       | 1349  |      |

## Risultati

### Qualificazioni
Qualificazione: 73,00 (Q) oppure i 12 migliori atleti (q) accedono alla finale.
| Pos. | Gruppo | Atleta                  | Nazionalità   | 1º    | 2º    | 3º    | Risultato | Note |
| ---- | ------ | ----------------------- | ------------- | ----- | ----- | ----- | --------- | ---- |
| 1    | B      | Krista Tervo            | Finlandia     | x     | 74,79 | —     | 74,79     | Q,   |
| 2    | A      | Camryn Rogers           | Canada        | x     | 74,69 | —     | 74,69     | Q    |
| 3    | B      | DeAnna Price            | Stati Uniti   | 72,08 | 73,79 | —     | 73,79     | Q    |
| 4    | A      | Annette Echikunwoke     | Stati Uniti   | 73,52 | —     | —     | 73,52     | Q    |
| 5    | B      | Katrine Koch Jacobsen   | Danimarca     | 72,36 | x     | 73,04 | 73,04     | Q    |
| 6    | A      | Hanna Skydan            | Azerbaigian   | 69,58 | 69,04 | 72,55 | 72,55     | q    |
| 7    | A      | Zhao Jie                | Cina          | 70,78 | 72,49 | 72,24 | 72,49     | q    |
| 8    | B      | Sara Fantini            | Italia        | 72,40 | 69,93 | 71,08 | 72,40     | q    |
| 9    | B      | Silja Kosonen           | Finlandia     | x     | 68,51 | 72,11 | 72,11     | q    |
| 10   | B      | Rosa Rodríguez          | Venezuela     | x     | 67,28 | 71,76 | 71,76     | q    |
| 11   | A      | Bianca Ghelber          | Romania       | 71,42 | x     | 71,34 | 71,42     | q    |
| 12   | B      | Anita Włodarczyk        | Polonia       | 71,04 | 70,41 | 71,06 | 71,06     | q    |
| 13   | A      | Li Jiangyan             | Cina          | x     | 70,54 | x     | 70,54     |      |
| 14   | A      | Erin Reese              | Stati Uniti   | 68,74 | 70,23 | x     | 70,23     |      |
| 15   | A      | Stephanie Ratcliffe     | Nuova Zelanda | x     | x     | 70,07 | 70,07     |      |
| 16   | B      | Nicola Tuthill          | Irlanda       | x     | 68,87 | 69,90 | 69,90     |      |
| 17   | B      | Stamatia Scarvelis      | Grecia        | 69,38 | 66,86 | x     | 69,38     |      |
| 18   | A      | Thea Löfman             | Svezia        | 64,13 | 68,82 | 69,12 | 69,12     |      |
| 19   | A      | Rose Loga               | Francia       | 68,94 | 63,10 | x     | 68,94     |      |
| 20   | A      | Lauren Bruce            | Nuova Zelanda | x     | 67,03 | 68,93 | 68,93     |      |
| 21   | A      | Suvi Koskinen           | Finlandia     | 66,14 | x     | 67,90 | 67,90     |      |
| 22   | B      | Zalina Marghieva        | Moldavia      | x     | 67,84 | 66,45 | 67,84     |      |
| 23   | A      | Malwina Kopron          | Polonia       | 65,39 | 65,65 | 67,68 | 67,68     |      |
| 24   | B      | Vanessa Sterckendries   | Belgio        | 67,67 | x     | 64,67 | 67,67     |      |
| 25   | A      | Zahra Tatar             | Algeria       | 66,06 | 66,99 | 66,90 | 66,99     |      |
| 26   | B      | Iryna Klymets           | Ucraina       | 66,95 | 66,61 | 65,70 | 66,95     |      |
| 27   | A      | Beatrice Nedberge Llano | Norvegia      | 66,11 | 66,92 | 64,77 | 66,92     |      |
| 28   | B      | Wang Zheng              | Cina          | 66,92 | x     | x     | 66,92     |      |
| 29   | B      | Oyesade Olatoye         | Nigeria       | x     | 64,36 | 66,41 | 66,41     |      |
| 30   | B      | Réka Gyurátz            | Ungheria      | x     | 64,77 | 63,86 | 64,77     |      |
|      | A      | Mayra Gaviria           | Colombia      | x     | r     | –     | nm        |      |
|      | B      | Alexandra Tavernier     | Francia       | x     | x     | x     | nm        |      |

### Finale
| Record mondiale      | Anita Włodarczyk | 82,98 m | Varsavia       | 28 agosto 2016 |
| Record olimpico      | Anita Włodarczyk | 82,29 m | Rio de Janeiro | 15 agosto 2016 |
| Capolista stagionale | Brooke Andersen  | 79,92 m | Tucson         | 4 maggio 2024  |

Martedì 6 agosto, ore 19:57.
| Pos.    | Atleta                | Nazionalità | 1º    | 2º    | 3º    | 4º              | 5º              | 6º              | Miglior misura | Note                                     |
| ------- | --------------------- | ----------- | ----- | ----- | ----- | --------------- | --------------- | --------------- | -------------- | ---------------------------------------- |
| Oro     | Camryn Rogers         | Canada      | 74,11 | x     | 74,47 | 75,44           | 76,97           | x               | 76,97          |                                          |
| Argento | Annette Echikunwoke   | Stati Uniti | 73,11 | 71,45 | 75,48 | x               | 73,32           | 73,56           | 75,48          | Miglior prestazione personale stagionale |
| Bronzo  | Zhao Jie              | Cina        | 72,90 | 74,27 | 73,95 | 72,79           | 73,88           | 71,88           | 74,27          |                                          |
| 4       | Anita Włodarczyk      | Polonia     | 73,17 | 72,18 | 73,13 | 73,61           | 74,23           | 69,77           | 74,23          | Miglior prestazione personale stagionale |
| 5       | Silja Kosonen         | Finlandia   | x     | 74,04 | 72,44 | x               | 73,12           | 72,10           | 74,04          | Miglior prestazione personale stagionale |
| 6       | Krista Tervo          | Finlandia   | x     | 73,83 | x     | 72,56           | 71,25           | x               | 73,83          |                                          |
| 7       | Hanna Skydan          | Azerbaigian | 73,27 | 72,48 | 71,39 | 73,66           | 72,91           | 73,27           | 73,66          | Miglior prestazione personale stagionale |
| 8       | Rosa Rodríguez        | Venezuela   | 71,02 | 72,98 | x     | 71,22           | 70,85           | x               | 72,98          | Miglior prestazione personale stagionale |
| 9       | Bianca Ghelber        | Romania     | x     | 72,24 | 72,36 | Non qualificate | Non qualificate | Non qualificate | 72,36          |                                          |
| 10      | Katrine Koch Jacobsen | Danimarca   | 71,65 | 70,64 | 71,09 | Non qualificate | Non qualificate | Non qualificate | 71,65          |                                          |
| 11      | DeAnna Price          | Stati Uniti | x     | 70,18 | 71,00 | Non qualificate | Non qualificate | Non qualificate | 71,00          |                                          |
| 12      | Sara Fantini          | Italia      | 69,20 | 69,58 | x     | Non qualificate | Non qualificate | Non qualificate | 69,58          |                                          |